# Teopomp de Colofó
Teopomp de Colofó (en llatí Theopompus, en grec antic θεόπομπος) fou un poeta èpic grec.
Ateneu de Naucratis esmenta la seva obra sota el títol ἁρμάτιον. (Deipnosophistae IV. 183b) Vossius l'inclou a la Bibliotheca Graeca. Es coneixen dues o tres persones més amb aquest nom.